# Évence Arnold Dieudonné Coppée
Pour les articles homonymes, voir Coppée.
Le baron Évence-Arnold Coppée (ou Évence IV Coppée) est un industriel et homme d'affaires belge né le 27 mai 1929 à Etterbeek et mort le 17 mars 2019 à Ochamps.

## Biographie
Évence-Arnold Dieudonné Marie Joseph Ghislain Coppée, né le 27 mai 1929 à Etterbeek, est le descendant d'une grande dynastie d'industriels belges. Il est le fils d'Évence-Dieudonné Coppée III, industriel belge, et de Marguerite de Woot de Trixhe. Son père décède en 1945 alors qu'il a seize ans. Son tuteur devient Philippe le Hodey (le mari de sa sœur Élisabeth) député de l'arrondissement Neufchâteau/Virton. Évence IV Coppée se marie le 19 août 1952 à Hansbeke avec Clotilde de Bousies-Borluut et de ce mariage est issu Évence-Charles Coppée, homme d'affaires et patron de presse. En février 1967, Évence IV perd sa mère et son épouse lors d'un naufrage au large de la Sardaigne. Il se remarie le 14 juillet 1969 à Ochamps avec la baronne Béatrice Greindl, descendante de grands commis de l'État belge, puis avec Katelyne d'Hoop le 8 octobre 2010 à Libin.
Évence IV fait ses études secondaires gréco-latines au collège Saint-Michel à Etterbeek jusqu'en 1946. Il obtient ensuite un diplôme d'ingénieur des mines à l'Université catholique de Louvain et suit les cours du Massachusetts Institute of Technology aux États-Unis. 
Il est nommé président du conseil d'administration de la Société Évence Coppée et Cie. Évence IV poursuit le développement du groupe Coppée via la construction de grandes usines dans le monde, en réalisant les premiers laminoirs à froid d'Europe occidentale après la Seconde Guerre mondiale et en développant un pôle biotechnologique. En 1980, a lieu la fusion du groupe Évence Coppée avec le groupe français Lafarge qui deviennent Lafarge-Coppée. Évence IV devient vice-président du conseil d'administration de la nouvelle entité et sa sœur, Élisabeth, administratrice. L’opération s’effectue dans le cadre d’une augmentation de capital. Mais l’association devient vite intégration : le capital social de Coppée ne représente que 10 % de celui de Lafarge. À la suite de difficultés financières, le groupe Lafarge-Coppée démantèle l’héritage Coppée : en 1983, l'ingénierie Lafarge-Coppée, les bureaux d’études Coppée Courtoy et Coppée Engineering sont cédés au groupe québécois SNC Lavalin, leader dans le secteur. En 1995, le groupe Lafarge-Coppée met fin à sa politique de diversification dans les biotechnologies, entamée dans les années 1970 et renonce au nom de Coppée.
S'étant mis en retrait de ses activités industrielles, Évence IV s'implique dans la création de soins palliatifs en province de Luxembourg. Il participe également à la restauration de sites naturels au sein du massif de Saint-Hubert en y développant aussi une gestion cynégétique modèle et l'accueil du public. Il décède le 15 mars 2019 à Ochamps et ses funérailles seront célébrées  en la basilique Saint-Hubert de Saint-Hubert. Comme ses ancêtres, il était propriétaire du château de Roumont. 